# Вальдепрадо (Сорія)
Вальдепрадо (ісп. Valdeprado) — муніципалітет в Іспанії, у складі автономної спільноти Кастилія-і-Леон, у провінції Сорія. Населення — 18 осіб (2010).
Муніципалітет розташований на відстані близько 220 км на північний схід від Мадрида, 35 км на північний схід від Сорії.
На території муніципалітету розташовані такі населені пункти: (дані про населення за 2010 рік)
- Кастільєхо-де-Сан-Педро: 3 особи
- Вальдепрадо: 15 осіб

## Демографія
Динаміка населення (INE ):

## Галерея зображень

Розташування муніципалітету Вальдепрадо